# Реїм
Реїм (івр. רֵעִים, буквальне значення Друзі) — кібуц в Ізраїлі, Південний округ, Ешкольська регіональна рада.

## Географія
Реїм розташовується на висоті 43 метри над рівнем моря на північно-західному краю пустелі Негев ; на території, яка з другої половини 20 століття інтенсивно удобрювалася та зрошувалася й через це втратила характер пустельного ландшафту. Це сільськогосподарська смуга, що примикає до Сектору Газа і з'єднується з прибережною рівниною. На північ від поселення протікає ваді Нахал Грар.
Поселення розташоване за 11 кілометрів від берега Середземного моря, приблизно за 82 кілометри на південний захід від центру Тель-Авіва, приблизно за 85 кілометрів на південний захід від історичного центру Єрусалиму та за 35 кілометрів на північний захід від міста Беер-Шева. Реїм населений євреями, а населення місцевості довкола є переважно єврейським. Однак за 5 кілометрів на північний захід починається сектор Гази з великим арабським населенням.
Реїм з'єднаний з транспортною мережею місцевою дорогою 232, від якої місцева дорога 234 відгалужується на південь, а місцева дорога 242 — на захід.

## Історія
Реїм був заснований у 1949 році. Спочатку поселення називалося Тель-Реїм (תל רעים) на честь сусідньої арабської топоніми Таль-Джіма (תל ג'מה). Сучасна назва офіційно не походить від тієї топоніміки. Це відсилка на біблійну цитату з Книги Приказок 18,24: «Хто має друзів, повинен бути дружнім, тому що друг важливіший за брата» Назва також вшановує членів групи поселенців-засновників, які загинули під час війни за незалежність 1948 року. Ця група засновників була сформована в 1944 році. Її члени тоді були у складі підрозділів Пальмаха.

## Господарство
Місцева економіка базується на сільському господарстві (польові культури, цитрусові, виробництво молока, птахівництво) та промисловості (фірми Isralaser та Israbig). В кібуці є медичний пункт, загальна їдальня, басейн, спортивні майданчики, синагога, дошкільний дитячий заклад, бібліотека.

## Демографія
Населення кібуцу світське. За даними 2014 року євреї становили абсолютну більшість населення (включаючи статистичну категорію «інші», яка включає неарабських жителів єврейського походження, але без офіційної приналежності до юдаїзму).
На 31 грудня 2014 року тут проживало 403 особи. Протягом 2014 року чисельність населення зросла 6.6 %.
| рік       | 1961 рік | 1972 рік | 1983 рік | 1995 рік | 2001 рік | 2003 рік | 2004 рік | 2005 рік | 2006 рік | 2007 рік | 2008 рік | 2009 рік | 2010 рік | 2011 рік | 2012 рік | 2013 рік | 2014 рік |
| --------- | -------- | -------- | -------- | -------- | -------- | -------- | -------- | -------- | -------- | -------- | -------- | -------- | -------- | -------- | -------- | -------- | -------- |
| Населення | 155      | 216      | 291      | 296      | 324      | 335      | 332      | 340      | 339      | 354      | 363      | 371      | 376      | 380      | 383      | 378      | 403      |